# Walter Göttsch
Walter Göttsch (Altona, 10 giugno 1896 – Bois Gentelles, 10 aprile 1918) è stato un militare e aviatore tedesco, asso dell'aviazione durante la prima guerra mondiale accreditato di 20 vittorie aeree.

## Biografia
Nacque il 10 giugno 1896 ad Altona, piccolo centro nei pressi di Amburgo (oggi Distretto di Altona). Si arruola volontariamente nell'esercito tedesco il 1º luglio 1915 e viene da subito assegnato alla Feldflieger Abteilung 33 d'istanza nelle Fiandre con il grado di Vizefeldwebel eseguendo missioni di ricognizione per l'artiglieria.

### Il servizio in aviazione
Dopo la formazione da pilota di caccia, il 10 settembre 1916 Göttsch viene assegnato alla Jagdstaffel 8 e il 4 novembre 1916 ottiene la sua prima vittoria abbattendo un pallone di osservazione belga. Abbatte poi 2 velivoli nemici prima di vincere il duello aereo con Thomas Mottershead del 20º Squadrone della Royal Flying Corps che era a bordo di un F.E.2d il 7 gennaio 1917. Il 1º febbraio Göttsch ottiene una doppia vittoria aerea, ma due giorni dopo viene abbattuto e ferito in azione per la prima volta durante un combattimento con un altro F.E.2d.
Ricoverato per le sue ferite, ritorna al servizio attivo nell'aprile dell'aprile 1917. Al 5 di maggio del 1917 Göttsch riesce a raddoppiare il numero delle sue vittorie aeree portandolo a 12. Viene ancora una volta abbattuto il 29 giugno probabilmente dal capitano Harry George Ernest Luchford, pilota osservatore sempre di un F.E.2d. Dopo questo incidente Göttsch ottiene un'altra vittoria aerea il 17 luglio 1917 e alla metà di settembre riesce a portare il numero complessivo di vittorie a 17, abbattendo per ultimo un Sopwith Camel. Il 25 settembre viene ferito dalle mitragliatrici di un Bristol F.2 Fighter nello stesso combattimento che ha visto l'abbattimento di un altro asso tedesco, il Leutnant Rudolf Wendelmuth. Göttsch riesce a tornare in servizio, ma viene ferito per la quarta volta il 25 novembre 1917 dall'asso inglese Capitano James Dennis Payne.
Göttsch torna in azione nel gennaio 1918. Il 14 febbraio gli viene affidato il comando della Jagdstaffel 19. Il nuovo Staffelführer segna 3 vittorie aeree in questa unità prima di trovare la morte.

### La morte
Göttsch viene ucciso in azione il 10 aprile 1918 nei pressi di Bois Gentelles da una raffica di fuoco della mitragliatrice dell'osservatore del Royal Aircraft Factory R.E.8 poco prima abbattuto. Il suo triplano Fokker Dr.I, riconoscibile per una svastica bianca pitturata sulla fusoliera, cadde dietro le linee inglesi e venne recuperato. Le 20 vittorie aeree ottenute (di cui 7 piloti appartenenti al 20º Squadrone della Royal Flying Corps) avrebbero permesso a Walter Göttsch di ricevere la più prestigiosa onorificenza dell'Impero tedesco, il Pour le Mérite se fosse sopravvissuto.